# Discocelidae
Ne doit pas être confondu avec Discoceliidae.
Famille
Les Discocelidae sont une famille de vers plats marins, de la super-famille des Discoceloidea, du sous-ordre des Acotylea et de l'ordre des Polycladida.

## Systématique

### Discocelidae
Discocelidae Laidlaw, 1903 (nom. inval.) est un synonyme de Discocelididae Laidlaw, 1903. Cependant ces deux familles ne sont pas unifiées dans World Register of Marine Species (11 novembre 2023) : elles ont leur propre liste de genres et appartiennent à des super-familles différentes. La même distinction entre ces deux familles est faite dans les articles correspondants.

### Liste des genres
Selon la base de données World Register of Marine Species (11 novembre 2023), la famille des Discocelidae regroupe les genres suivants :
- Adenoplana Stummer-Traunfels, 1933
- Coronadena Hyman, 1940
- Discocelis Ehrenberg, 1836
- Thalamoplana Laidlaw, 1904

Synonymes
- Pachyplana Stimpson, 1857, accepté comme Discocelis Ehrenberg, 1836